# Liste der Kulturdenkmale in Stadtroda
Die Liste der Kulturdenkmale in Stadtroda umfasst die als Einzeldenkmale, Bodendenkmale und Denkmalensembles erfassten Kulturdenkmale auf dem Gebiet der Stadt Stadtroda im thüringischen Saale-Holzland-Kreis (Stand: Februar 2020). Die Angaben in der Liste ersetzen nicht die rechtsverbindliche Auskunft der zuständigen Denkmalschutzbehörde.

## Legende
- Bild: zeigt ein Bild des Kulturdenkmals und gegebenenfalls einen Link zu weiteren Fotos des Kulturdenkmals im Medienarchiv Wikimedia Commons
- Bezeichnung: Name, Bezeichnung oder die Art des Kulturdenkmals
- Lage: Wenn vorhanden Straßenname und Hausnummer des Kulturdenkmals; Grundsortierung der Liste erfolgt nach dieser Adresse. Der Link Karte führt zu verschiedenen Kartendarstellungen und nennt die Koordinaten des Kulturdenkmals.
 Kartenansicht, um Koordinaten zu setzen – in dieser Kartenansicht sind Kulturdenkmale ohne Koordinaten mit einem roten bzw. orangen Marker dargestellt und können in der Karte gesetzt werden. Kulturdenkmale ohne Bild sind mit einem blauen bzw. roten Marker gekennzeichnet, Kulturdenkmale mit Bild mit einem grünen bzw. orangen Marker.
- Datierung: gibt das Jahr der Fertigstellung beziehungsweise das Datum der Erstnennung oder den Zeitraum der Errichtung an
- Beschreibung: bauliche und geschichtliche Einzelheiten des Kulturdenkmals, vorzugsweise die Denkmaleigenschaften
- ID: Die ID identifiziert das Kulturdenkmal eindeutig. In Thüringen sind aktuell keine IDs veröffentlicht. In der ID-Spalte kann sich auch folgendes Icon  befinden, dies führt zu Angaben zu diesem Kulturdenkmal bei Wikidata.

## Kulturdenkmale nach Ortsteilen

### Bollberg
ohne Denkmalbestand

### Dorna
| Bild | Bezeichnung                      | Lage                       | Datierung | Beschreibung | ID |
| ---- | -------------------------------- | -------------------------- | --------- | ------------ | -- |
| BW   | Wallanlage „Auf der Streitkoppe“ | westlich des Ortes (Karte) |           | Bodendenkmal |    |

### Hainbücht
| Bild                                    | Bezeichnung                                                                               | Lage                                          | Datierung | Beschreibung | ID |
| --------------------------------------- | ----------------------------------------------------------------------------------------- | --------------------------------------------- | --------- | ------------ | -- |
| Fotos hochladen                         | Mühlengehöft (Wassermühle) mit technischer Ausstattung, Mühlgraben mit Wehr und Wasserrad | Mühlenweg 1 / Hainbüchter Straße 1 (Karte)    |           |              |    |
| Direkt Bild zu diesem Denkmal hochladen | Bahnhof Stadtroda mit Nebengebäuden (auf Gemarkung Hainbücht nur Stellwerk)               | Koordinaten fehlen! Hilf mit.                 |           |              |    |
| weitere Bilder Fotos hochladen          | Gefallenendenkmal                                                                         | Jenaer Straße                                 |           |              |    |
| BW                                      | Steinkreuz                                                                                | nördlich gegenüber der Bushaltestelle (Karte) |           | Bodendenkmal |    |

### Gernewitz
| Bild                           | Bezeichnung                                              | Lage                          | Datierung | Beschreibung | ID |
| ------------------------------ | -------------------------------------------------------- | ----------------------------- | --------- | ------------ | -- |
| weitere Bilder Fotos hochladen | Kirche mit Ausstattung, Kirchhof, Einfriedung und Treppe | Gernewitzer Straße (Karte)    |           |              |    |
| BW                             | „Denkmalhof Gernewitz“                                   | Gernewitzer Straße 30 (Karte) |           |              |    |
| BW                             | Steinkreuz                                               | vor dem Denkmalhof (Karte)    |           | Bodendenkmal |    |

### Podelsatz
ohne Denkmalbestand

### Stadtroda
| Bild                                    | Bezeichnung | Lage                                          | Datierung              | Beschreibung                                                                            | ID |
| --------------------------------------- | --- | --------------------------------------------- | ---------------------- | --------------------------------------------------------------------------------------- | -- |
| weitere Bilder Fotos hochladen          | Evangelische Pfarrkirche St. Salvator mit Ausstattung, Glockenhaus mit Glocken, Kirchhof mit Grabsteinen, Einfriedung, Stützmauern und Treppenanlage | Kirchweg (Karte)                              |                        |                                                                                         |    |
| weitere Bilder Fotos hochladen          | Evangelische Pfarrkirche Heilig Kreuz mit Ausstattung, Kirchhof und Einfriedung                                                                      | Alter Markt (Karte)                           |                        |                                                                                         |    |
| weitere Bilder Fotos hochladen          | Katholische Pfarrkirche St. Jacob mit Ausstattung | Töpferberg (Karte)                            |                        |                                                                                         |    |
| weitere Bilder Fotos hochladen          | Bahnhof Stadtrod – Empfangsgebäude und Stellwerk (Stellwerk auf Gemarkung Hainbücht)                                                                 | Am Bahnhof 5 (Karte)                          |                        |                                                                                         |    |
| Fotos hochladen                         | Rotes Tor (Töpfertor) | Am Roten Tor / Gustav-Herrmann-Straße (Karte) |                        |                                                                                         |    |
| Direkt Bild zu diesem Denkmal hochladen | „Todesmarsch“-Stele | Bahnhofstraße                                 |                        |                                                                                         |    |
| BW                                      | Wohnhaus mit Ausstattung | Geraer Straße 60 (Karte)                      |                        |                                                                                         |    |
| BW                                      | Wohnhaus mit Ausstattung und Einfriedung | Geraer Straße 66 (Karte)                      |                        |                                                                                         |    |
| BW                                      | Wohnhaus mit Ausstattung und Einfriedung | Goetheweg 1 (Karte)                           |                        |                                                                                         |    |
| BW                                      | Wohnhaus mit Ausstattung und Einfriedung | Goetheweg 7 (Karte)                           |                        |                                                                                         |    |
| Direkt Bild zu diesem Denkmal hochladen | Gartenhaus | Grüntal                                       |                        |                                                                                         |    |
| BW                                      | Wohnhaus | Gustav-Herrmann-Straße 19 (Karte)             |                        |                                                                                         |    |
| BW                                      | ehemalige Bauschule | Gustav-Herrmann-Straße 24 (Karte)             |                        |                                                                                         |    |
| BW                                      | Wohnhaus mit Ausstattung und Einfriedung | Gustav-Herrmann-Straße 30 (Karte)             |                        |                                                                                         |    |
| BW                                      | ehemaliges Forsthaus | Hainstraße 1 (Karte)                          |                        | Wohn- und Verwaltungsgebäude mit Ausstattung, Garten und Einfriedung                    |    |
| weitere Bilder Fotos hochladen          | Hammermühle | Hammermühlenweg 2, 4 (Karte)                  |                        | Mühlengehöft mit Ausstattung und Mühlgraben                                             |    |
| Fotos hochladen                         | Gerberei | Herrenstraße 10 (Karte)                       |                        | Stadthof mit Wohn- und Wirtschaftsgebäuden sowie wandfester und technischer Ausstattung |    |
| BW                                      | Wohnhaus | Herrenstraße 11 (Karte)                       |                        |                                                                                         |    |
| Fotos hochladen                         | Pfarrei | Kirchweg 16 (Karte)                           |                        | Wohn- und Pfarrhaus mit Nebengebäuden, Garten und Einfriedung                           |    |
| weitere Bilder Fotos hochladen          | Zisterziensernonnenkloster | Klosterstraße (Karte)                         | zwischen 1228 und 1247 | Kirchenruine, auch Bodendenkmal                                                         |    |
| Fotos hochladen                         | Gasthaus „Felsenkeller“ einschließlich Saalbau mit Ausstattung                                                                                       | Klosterstraße 38 (Karte)                      |                        |                                                                                         |    |
| Fotos hochladen                         | Stadtmuseum „Alte Suptur“ | Kreuzstraße 2 (Karte)                         |                        | Wohnhaus mit Hofmauer                                                                   |    |
| Fotos hochladen                         | Wohnhaus | Kreuzstraße 15 (Karte)                        |                        |                                                                                         |    |
| BW                                      | Werkstattgebäude mit Werkstattausstattung | Neustädter Straße 21 (Karte)                  |                        |                                                                                         |    |
| Direkt Bild zu diesem Denkmal hochladen | Gartenhaus | Niedlingsgasse                                |                        |                                                                                         |    |
| weitere Bilder Fotos hochladen          | Schlossanlage | Schloßstraße 2 (Karte)                        |                        |                                                                                         |    |
| BW                                      | Pestalozzi-Gymnasium | Schloßstraße 15 (Karte)                       |                        |                                                                                         |    |
| weitere Bilder Fotos hochladen          | Rathaus | Straße des Friedens 17 (Karte)                |                        | Hotelgebäude einschließlich Hofflügel mit Ausstattung                                   |    |
| Fotos hochladen                         | Wohn- und Geschäftshaus | Straße des Friedens 19 (Karte)                |                        |                                                                                         |    |
| Fotos hochladen                         | ehemalige Färberei | Straße des Friedens 21, 21a (Karte)           |                        | Stadthof mit Wohnhäusern und Wirtschaftsgebäuden                                        |    |
| BW                                      | Wohnhaus mit Nebengebäuden, Grundstück und Einfriedung                                                                                               | Töpferberg 20 (Karte)                         |                        |                                                                                         |    |
| Fotos hochladen                         | Steinkreuz | Bahnhofstraße (Karte)                         |                        | Bodendenkmal                                                                            |    |

### Quirla
ohne Denkmalbestand